# Winmalee
Winmalee est une ville de Nouvelle-Galles du Sud, dans la Circonscription de Macquarie en Australie.
Sa population était de 6 202 habitants en 2016.